# Supernatural
Supernatural je sedemnajsti studijski album rock skupine Santana, ki je izšel 15. junija 1999. V ZDA je postal 15x platinast, osvojil je osem grammyjev, vključno z grammyjem za album leta ter tri latin grammyje, vključno z latin grammyjem za posnetek leta. Z osvojitvijo 8 grammyjev v istem večeru, je Santana izenačil rekord po številu osvojenih grammyjev v istem večeru. 8 grammyjev je leta 1984 za album Thriller prejel Michael Jackson.
Album, ki sta ga zasnovala Clive Davis in Pete Ganbarg, je postal globalni hit, prodanih pa je bilo več kot 30 milijonov izvodov albuma. Supernatural je najuspešnejši album Santane, dosegel je 1. mesto na lestvicah v desetih državah, vključno z ZDA. Supernatural je prav tako najbolje prodajan album izvajalca, ki je že bil sprejet v Hram slavnih rokenrola in drugi najbolje prodajan album za kompilacijskim albumom Beatlesov, 1.
Supernatural je debitiral na 19. mestu lestvice Billboard 200, 3. julija 1999, 30. oktobra 1999 pa je dosegel prvo mesto, kjer je ostal dvanajst tednov. Album vsebuje hit single »Smooth«, ki ga je odpel pevec skupine Matchbox Twenty, Rob Thomas, in je 12 tednov bil na prvem mestu lestvice Billboard Hot 100. Naslednji single, »Maria Maria«, kjer sodeluje skupina The Product G&B, je bil na prvem mestu lestvice deset tednov. Santana in Rob Thomas sta osvojila tri grammyje za sodelovanje pri skladbi »Smooth«, Santana in Everlast sta osvojila še enega grammyja za skladbo »Put Your Lights On«. Santana je osvojil grammyja tudi za skladbo »Maria Maria«. Carlos Santana je postal prvi Hispano, ki je osvojil grammyja za posnetek leta, medtem ko si je grammyja za album leta delil z Davisom.
Ostali gostujoči glasbeniki, ki so sodelovali na albumu so Eric Clapton, Eagle-Eye Cherry, Lauryn Hill, Dave Matthews, Maná in Cee-Lo Green.

## Sprejem

### Kritični sprejem
Stephen Thomas Erlewine s portala AllMusic je zapisal, da »na albumu ni skladbe, pri kateri ne bi sodeloval gostujoči zvezdnik, kar je primarni problem albuma [...], da se ni nikoli oblikoval konstantni glas, ki bi držal album skupaj.« Erlewine je še dodal, da album nima smeri, končal pa je s stavkom, da je »vrhunec Supernaturala najboljša glasba skupine 90. let, kar je ključno za uspešen povratek skupine.« Pisec revije Rolling Stone, David Wild, je prav tako poudaril število gostujočih izvajalcev na albumu. Dejal je, da »ni vse tako privlačno«, s katerim je mislil skladbo »Do You Like the Way«, kjer sodelujeta Lauryn Hill in Cee Lo Green, za katero je dejal, da se »zdi malce prisiljena.«

### Komercialni sprejem
Album je eden izmed najbolje prodajanih albumov na svetu, prodanih je bilo več kot 30 milijonov izvodov albuma, samo v ZDA pa je bilo prodano 11.8 milijonov izvodov albuma. Supernatural je najbolje prodajan album hispano izvajalca, ki je v številnih državah dosegel vrh lestvic.
Glede na Guinnessovi knjigi rekordov 2005, je Supernatural prvi album skupine, ki je dosegel vrh lestvice Billboard 200 po albumu Santana III leta 1971, kar je najdaljša časovno obdobje med dvema albumoma, ki sta dosegla 1. mesto lestvic (28 let). Album je debitiral na 19. mestu lestvice Billboard 200, oktobra 1999 pa je dosegel vrh lestvice. V tistem tednu je bilo prodanih 169,000 izvodov albuma, v naslednjih tednih se je prodala še zvišala, na 183,000 in 199,000 v prvih treh tednih, ko je bil album na vrhu lestvice. Najvišja prodaja je sledila v zadnjem tednu leta, ko je bilo prodanih 527,000 izvodov. Po počitnicah je bila prodaja še vedno visoka, po osvojitvi devetih grammyjev je bilo prodanih 583,000 izvodov. Nato je prodaja nekoliko padla in je bilo prodanih 441,000 izvodov. V zadnjem tednu, ko je album zasedal 1. mesto, je bilo prodanih 307,000 izvodov, kasneje pa je album na vrhu nasledil album No Strings Attached, skupine NSYNC, ki je v enem tednu prodala 2.4 milijonov izvodov albuma. SUpernatural je prav tako dosegel vrh lestvice Billboard Top Latin Albums. Album je bil nato umaknjen z lestvice s strani Billboarda, ker naj album ne bi izpolnjeval lingvističnih zahtev, po katerih bi moglo biti vsaj 50% vseh skladb posnetih v španščini. Supernatural je bil uvrščen na Billboardovo listo najboljših 200 albumov desetletja, kot 9. najbolje prodajan album prvega desetletja 21. stoletja.
V Avstraliji je album debitiral na 48. mestu, 6. marca 2000 pa je dosegel vrh lestvice. V Združenem kraljestvu je album dva tedna držal 1. mesto, začenši s 1. aprilom 2000.
Skladba »El Farol" je bila kritizirana zaradi nepooblaščene uporabe melodije. Skladba vsebuje strukturo skladbe »Papel Principal", ki jo je napisala portugalska izvajalka Adelaide Ferreira. Čeprav ni bila zadeva nikoli potrjena, govorice možnega sodnega postopka Ferreire niso nikoli potihnile.

## Singli
Prvi single z albuma, »Smooth«, ki predstavlja Roba Thomasa na vokalu, je 12 tednov držal prvo mesto ameriške lestvice Billboard Hot 100, v Združenem kraljestvu je padel na 3. mesto, v Avstraliji pa na 4. mesto. Naslednji single »Maria Maria«, v kateri sta se predstavila The Product G&B, je 10 tednov držal 1. mesto lestvice Billboard Hot 100, v Združenem kraljestvu 6. mesto in v Avstraliji 49. mesto. Tretji single, »Put Your Lights On«, je na lestvici Bubbling Under Hot 100 Singles dosegel 18. mesto, 97. mesto v Združenem kraljestvu, v Avstraliji pa je dosegel 32. mesto. Single »Corazon Espinado«, v katerem se je predstavila skupina Maná, je bil hit v špansko govorečih državah.

## Seznam skladb
| Standardna izdaja | Standardna izdaja                                                                                   | Standardna izdaja                                                                  | Standardna izdaja                            | Standardna izdaja |
| Št.               | Naslov                                                                                              | Pisec                                                                              | Producent                                    | Dolžina           |
| ----------------- | --------------------------------------------------------------------------------------------------- | ---------------------------------------------------------------------------------- | -------------------------------------------- | ----------------- |
| 1.                | „(Da Le) Yaleo‟                                                                                     | Carlos Santana Shakara Mutela [ 14 ] Christian Polloni [ 15 ]                      | Santana                                      | 5:51              |
| 2.                | „Love of My Life‟ (feat. Dave Matthews in Carter Beauford)                                          | Santana Matthews                                                                   | Stephen Harris Santana                       | 5:48              |
| 3.                | „Put Your Lights On‟ (feat. Everlast)                                                               | Everlast                                                                           | Dante Ross John Gamble                       | 4:47              |
| 4.                | „Africa Bamba‟                                                                                      | Santana Ismaïla Touré and Sixu Tidiane Touré (kot Touré Kunda) Karl Perazzo [ 16 ] | Santana                                      | 4:40              |
| 5.                | „Smooth‟ (feat. Rob Thomas)                                                                         | Itaal Shur Rob Thomas                                                              | Matt Serletic                                | 4:56              |
| 6.                | „Do You Like the Way‟ (feat. Lauryn Hill in CeeLo Green)                                            | Hill                                                                               | Hill                                         | 5:52              |
| 7.                | „Maria Maria‟ (feat. Sincere (David McRae) in Money Harm (Marvin Moore-Hough) (kot The Product G&B) | Santana Perazzo Raul Rekow [ 19 ] Wyclef Jean Jerry "Wonder" Duplessis             | Duplessis Wyclef Jean                        | 4:21              |
| 8.                | „Migra‟                                                                                             | Santana Rachid Taha Tony Lindsay [ 20 ]                                            | K.C. Porter Santana                          | 5:24              |
| 9.                | „Corazón Espinado‟ (feat. Maná)                                                                     | Fher Olvera                                                                        | Olvera Porter *Alex González                 | 4:32              |
| 10.               | „Wishing It Was‟ (feat. Eagle-Eye Cherry)                                                           | Eagle-Eye Cherry Michael Simpson John King Money Mark (Mark Ramos Nishita) Porter  | The Dust Brothers *Charles Goodan *Art Hodge | 4:59              |
| 11.               | „El Farol‟                                                                                          | Santana Porter                                                                     | Porter                                       | 4:49              |
| 12.               | „Primavera‟                                                                                         | Porter J. B. Eckl Cheín García Alonso [ 21 ]                                       | Porter                                       | 5:17              |
| 13.               | „The Calling‟ (feat. Eric Clapton)                                                                  | Santana Chester D. Thompson Freddie Stone Linda Graham [ 22 ]                      | Santana                                      | 7:48              |
| Skupna dolžina:   | Skupna dolžina:                                                                                     | Skupna dolžina:                                                                    | Skupna dolžina:                              | 74:59             |

Mastering: Ted Jensen
Opombe
- Polna dolžina skladbe 13 je dejansko 12:47. Skladba »The Calling« se konča na 7:48. Skrita skladba »Day of Celebration« se začne na 8:00 in je dolga 4:27. Na originalnem albumu in izdaji iz leta 2010 Legacy Edition je identična. Kljub temu, so glasbeniki in produkcija pri skladbi »Day of Celebration« navedeni malenkost drugače kot pri standardni izdaji.
- (*) zvezdica označuje koproducente

### Legacy Edition Disk 2
Izdaja Legacy Edition je izšla 16. februarja 2010, z novim remasteringom Carlosa Santane.
1. »Bacalao Con Pan«
2. »Angel Love (Come for Me)«
3. »Rain Down on Me«
  - feat. Dave Matthews in Carter Beauford
4. »Corazon Espinado (Spanish Dance Remix)«
  - feat. Maná
5. »One Fine Morning« (priredba Lighthouse)
6. »Exodus/Get Up Stand Up« (priredba Boba Marleyja)
7. »Ya Yo Me Cure«
8. »Maria Maria (Pumpin' Dolls Club Mix)«
  - feat. The Product G&B
9. »Smooth (instrumental)«
10. »The Calling Jam«
  - feat. Eric Clapton
11. »Olympic Festival«

## Zasedbe
| - »(Da Le) Yaleo« - Kitara – Carlos Santana - Klaviature – Chester D. Thompson - Bas – Benny Rietveld - Bobni – Billy Johnson - Tolkala – Karl Perazzo - Konge – Raul Rekow - Vokali – Tony Lindsay, Carlos Santana, Karl Perazzo - Trombon – Jose Abel Figueroa, Mic Gillette - Trobenta – Mic Gillette, Marvin McFadden - »Love of My Life« - Glavna melodija skladbe je podobna 3. stavku Brahmsove tretje simfonije v f-duru, op. 90 - Kitara – Carlos Santana - Glavni vokal – Dave Matthews - Klaviature – George Whitty - Bas – Benny Rietveld - Bobni – Carter Beauford - Konge in tolkala – Karl Perazzo - »Put Your Lights On« - Solo kitara – Carlos Santana - Ritem kitara in glavni vokal – Everlast - Klaviature – Chester D. Thompson - Programiranje – Dante Ross, John Gamble - Bas – Benny Rietveld - Konge in tolkala – Carlos Santana - »Africa Bamba« - Kitara – Carlos Santana - Klaviature – Chester D. Thompson - Bas – Benny Rietveld - Bobni – Horacio Hernandez - Tolkala – Karl Perazzo - Konge – Raul Rekow - Glavni vokal – Carlos Santana - Vamp out vokal – Karl Perazzo - Spremljevalni vokali – Karl Perazzo, Carlos Santana, Tony Lindsay - »Smooth« - Solo kitara – Carlos Santana - Glavni vokal – Rob Thomas - Klaviature – Chester D. Thompson - Bas – Benny Rietveld - Bobni – Rodney Holmes - Tolkala – Karl Perazzo - Konge – Raul Rekow - Trombon – Jeff Cressman, Jose Abel Figueroa - Trobenta – Julius Melendez, William Ortiz - »Do You Like The Way« - Solo kitara – Carlos Santana - Glavni vokali – Lauryn Hill, Cee-Lo Green - Ritem kitara – Francis Dunnery, Al Anderson - Klaviature – Loris Holland - Programiranje – Kobie Brown, Che Pope - Bas – Tom Barney - Spremljevalni vokali – Lenesha Randolph, Lauryn Hill - Saksofon in flavta – Danny Wolinski - Trombon – Steve Touré - Trobenta in krilovka – Earl Gardner - Tuba – Joseph Daley - »Maria Maria« - Kitara – Carlos Santana - Glavni vokal – The Product G&B - Dodatni vokal – Carlos Santana - Čelo – Joseph Herbert - Viola – Daniel Seidenberg, Hari Balakrisnan - Violina – Jeremy Cohen | - »Migra« - Kitara in kraguljčki – Carlos Santana - Klaviature – Chester D. Thompson - Programiranje in harmonika – K. C. Porter - Bas – Benny Rietveld - Bobni – Rodney Holmes - Tolkala – Karl Perazzo - Konge – Raul Rekow - Vokali – Tony Lindsay, K. C. Porter, Karl Perazzo - Trombon – Ramón Flores, Mic Gillette - Trobenta – Jose Abel Figueroa, Marvin McFadden, Mic Gillette - »Corazón Espinado« - Solo kitara – Carlos Santana - Glavni vokal – Fher Olvera - Ritem kitara – Sergio Vallín - Klaviature – Alberto Salas, Chester D. Thompson - Bas – Juan Calleros - Bobni – Alex González - Timbales in tolkala – Karl Perazzo - Konge – Raul Rekow - Spremljevalni vokali – Gonzalo Chomat, Alex González - Vokalna direkcija – Jose Quintana - »Wishing It Was« - Solo in ritem kitara – Carlos Santana - Glavni vokal – Eagle-Eye Cherry - Spremljevalni vokali – Chad & Earl - Klaviature – Chester D. Thompson - Bas – Benny Rietveld - Bobni – Rodney Holmes - Timbales in tolkala – Karl Perazzo - Congas in tolkala – Raul Rekow - Dodatna tolkala – Humberto Hernandez - »El Farol« - Solo kitara – Carlos Santana - Ritem kitara in tolkala – Raul Pacheco - Klaviature in programiranje – K. C. Porter, Chester D. Thompson - Bas – Benny Rietveld - Bobni – Gregg Bissonette - Timbales – Karl Perazzo - Konge – Raul Rekow - »Primavera« - Solo kitara – Carlos Santana - Ritem kitara – J. B. Eckl - Klaviature – K.C. Porter, Chester D. Thompson - Programiranje – K. C. Porter - Bas – Mike Porcaro - Bobni – Jimmy Keegan - Timbales in tolkala – Karl Perazzo - Congas in tolkala – Luis Conte - Glavni vokal – K. C. Porter - Spremljevalni vokali – Fher, Carlos Santana, Tony Lindsay, Karl Perazzo, K. C. Porter - Španski prevod – Chein Garcia Alonso - »The Calling« - Solo in ritem kitara – Eric Clapton, Carlos Santana - Klaviature – Chester D. Thompson - Tolkala – Carlos Santana - Programiranje – Mike Mani - Vokali – Tony Lindsay, Jeanie Tracy - Pro Tools urejanje – Andre for Screaming Lizard |

## Lestvice in certifikati
| Lestvica (1999–2000)             | Mesto |
| -------------------------------- | ----- |
| Avstralija                       | 1     |
| Avstrija                         | 1     |
| Belgija (Flandrija)              | 2     |
| Belgija (Valonija)               | 2     |
| Kanada                           | 1     |
| Finska                           | 2     |
| Francija                         | 1     |
| Italija                          | 1     |
| Nova Zelandija                   | 1     |
| Norveška                         | 1     |
| Švedska                          | 1     |
| Švica                            | 1     |
| Združeno kraljestvo              | 1     |
| ZDA (Billboard 200)              | 1     |
| ZDA (Billboard Top Latin Albums) | 1     |

| Regija                     | Certifikat    | Prodaja    |
| -------------------------- | ------------- | ---------- |
| Argentina (CAPIF)          | 2x platinast  | 120,000    |
| Avstralija (ARIA)          | 4x platinast  | 280,000    |
| Avstrija (IFPI Austria)    | 2x platinast  | 100,000    |
| Belgija (BEA)              | 2x platinast  | 100,000    |
| Brazilija (ABPD)           | Platinast     | 250,000    |
| Evropa (IFPI)              | 6x platinast  | 6,000,000  |
| Finska (Musiikkituottajat) | Platinast     | 50,291     |
| Francija (SNEP)            | 2x platinast  | 1,010,000  |
| Kanada (Music Canada)      | Diamanten     | 1,000,000  |
| Mehika (AMPROFON)          | 2x platinast  | 300,000    |
| Nemčija (BVMI)             | 2x platinast  | 1,000,000  |
| Nizozemska (NVPI)          | 2x platinast  | 200,000    |
| Nova Zelandija (RMNZ)      | 4x platinast  | 60,000     |
| Poljska (ZPAV)             | Platinast     | 100,000    |
| Španija (PROMUSICAE)       | 3x platinast  | 300,000    |
| Švedska (GLF)              | Platinast     | 80,000     |
| Švica (IFPI Switzerland)   | 4x platinast  | 200,000    |
| ZDA (RIAA)                 | 15x platinast | 11,800,000 |
| Združeno kraljestvo (BPI)  | 3x platinast  | 971,798    |

## Izdaje
| Regija              | Datum            | Založba       | Izdaja     |
| ------------------- | ---------------- | ------------- | ---------- |
| ZDA                 | June 15, 1999    | Arista        | Standardna |
| Kanada              | June 15, 1999    | Sony Canada   | Standardna |
| Francija            | 21. junij 1999   | Arista        | Standardna |
| Združeno kraljestvo | 12. julij 1999   | Arista        | Standardna |
| ZDA                 | 16. februar 2010 | Arista Legacy | Deluxe     |